# Desastre del barco de Kwara
El Desastre del barco de Kwara fue un hundimiento, ocurrido el 12 de junio del 2023, cuando un barco volcó y se partió en dos en el río Níger cerca de Pategi, en el Estado de Kwara, Nigeria. La embarcación transportaba a los asistentes a una boda, que inicialmente llegaron en motocicletas, pero quedaron varados debido a las fuertes lluvias. Al menos 106 personas han sido confirmadas muertas. Faltan decenas por buscarse y/o ser rescatadas.

## Antecedentes
El 11 de junio, se celebró una boda en la aldea de Egboti (alternativamente escrito como Egbu) en Pategi, estado de Kwara, Nigeria. La mayoría de los asistentes eran familiares de la pareja de recién casados de otras cinco aldeas: Ebu, Gakpan, Kpada, Kuchalu y Sampi. Celebraron hasta altas horas de la noche. Llegaron a la boda en motocicletas, pero se vieron obligados a regresar en una embarcación local de madera a lo largo del río Níger después de que las fuertes lluvias provocaran que la carretera que salía del lugar de la boda se inundara.
Según CNN y Al Jazeera, los accidentes de embarcaciones en los ríos de Nigeria son frecuentes. Las normas de seguridad laxas, la falta de chalecos salvavidas, la sobrecarga y el mantenimiento deficiente del barco a menudo conducen a incidentes fatales en la navegación. A pesar de que la navegación nocturna es ilegal en el país, la ley rara vez se aplica. Los nigerianos a menudo dependen del transporte en barco como una forma de moverse por las carreteras en mal estado del país, especialmente durante la temporada de los monzones. Muchos también prefieren viajar en ferry para reducir el riesgo de secuestros por parte de bandas armadas en los caminos rurales.
En el 2021, Nigeria experimentó dos accidentes importantes de navegación, uno en mayo con un barco que transportaba 160 pasajeros a bordo que finalmente dejó al menos 98 muertos, y otro en noviembre que resultó en 76 muertes. Los accidentes de navegación han ido en aumento en el país en los últimos años.

## Incidente
Aproximadamente 270 personas embarcaron en el barco, muy por encima de su capacidad de 100 personas.. Sus motos también fueron cargadas en el bote. No estaba claro si todos los pasajeros asistirían a la boda. El presidente del Comité de Implementación de Transición de Pategi, Alhaji Mohammed Ibrahim Liman, declaró que la gente de su pueblo de Ebu se dirigía a otra boda en Gboti.  En la madrugada del 12 de junio. entre las 3 y las 4 a. m. (WAT), las altas olas levantaron el bote y chocó con la rama de un árbol escondido dentro de las aguas del río Níger, partiendo el barco en dos. El alto volumen del agua arrastró a los pasajeros. Todas las víctimas eran familiares del novio.
Debido a que el incidente ocurrió en las primeras horas de la mañana, pasaron horas antes de que muchos lugareños se dieran cuenta. Mientras los pasajeros se ahogaban, los aldeanos cercanos corrieron al río para rescatarlos; salvaron a unas 50 personas al principio. Para el 13 de junio, se salvaron 100 personas. Los esfuerzos de rescate se montaron después del incidente. Los residentes y funcionarios locales seguían participando en el esfuerzo a partir del 13 de junio. El jefe de policía Okasanmi Ajayi dijo que se desplegó un equipo en el área para evaluar lo sucedido y que la búsqueda continuaría hasta la noche del 14 de junio. Para el 15 de junio, 144 personas fueron rescatadas.

## Investigación
La causa del incidente está bajo investigación. La policía local informó que una parte de la embarcación se derrumbó, lo que provocó inundaciones y posterior zozobra. Sin embargo, el Emir de Pategi informó a los periodistas que el barco fue alcanzado por las olas del río, lo que resultó en una colisión con un árbol que había sido arrastrado al río, lo que finalmente provocó el vuelco.
Según las autoridades locales y un informe policial, el accidente del barco ocurrió alrededor de las 3 a. m.. La embarcación sobrecargada chocó contra un árbol en medio de un fuerte oleaje, provocando su zozobra. Debido a la ausencia de chalecos salvavidas, que la mayoría de los pasajeros locales no tenían, el incidente se saldó con un alto número de víctimas. De los 270 pasajeros, 144 personas sobrevivieron a la tragedia, agregue aquí.
El presidente del Comité de Implementación de Transición del Consejo de Gobierno Local de Pategi, Mohammed Ibrahim Liman, confirmó el número de muertos y afirmó que la operación de rescate se había completado. Los sobrevivientes, en su mayoría mujeres y niños, recibieron atención médica y se reunieron con sus familias.
Se mencionó que las aldeas afectadas por el incidente, incluidas Kpada, Ebu y Dzakan en el gobierno local de Pategi, estado de Kwara, así como dos aldeas en el estado de Kogi, donde murieron seis personas.
El Gerente de Área de la Autoridad Nacional de Vías Navegables Interiores atribuyó el percance de la embarcación a la sobrecarga y los vientos turbulentos. Expresó su frustración por el desprecio de los operadores por las normas de seguridad a pesar de los esfuerzos educativos y las sanciones impuestas por la autoridad.
En respuesta a la tragedia, el gobernador del estado de Kwara, Malam Abdulrahman Abdulrazaq, visitó a las familias de las víctimas y anunció medidas de seguridad para prevenir futuros incidentes. El gobierno planea introducir una legislación que imponga castigos y multas por violaciones al protocolo de seguridad. Además, el gobernador afirmó que se proporcionarían 1.000 chalecos salvavidas para apoyar los viajes seguros en el agua.
Los funcionarios, incluido el Director Gerente de la Comisión de Desarrollo de Áreas de Producción de Energía Hidroeléctrica, enfatizaron la necesidad del uso obligatorio de chalecos salvavidas y una ley para restringir las operaciones nocturnas de embarcaciones. Lamentaron que los chalecos salvavidas adquiridos anteriormente no se utilizaran de manera efectiva.
Nigerianos prominentes, incluido el presidente Bola Ahmed Tinubu, el expresidente del Senado Dr. Bukola Saraki y el gobernador Dapo Abiodun del estado de Ogun, enviaron sus condolencias a las comunidades afectadas.

## Víctimas
Al menos 106 personas han sido confirmadas muertas hasta el 15 de junio. Faltan decenas. Entre los muertos había mujeres y niños; esto incluyó a cuatro niños que fallecieron con su padre.  Según Alhaji Mohammed Ibrahim Liman, murieron 61 aldeanos de su aldea de Ebu, así como 38 de Gakpan, cuatro de Kpada, dos de Kuchalu y uno de Sampi. Ajayi declaró que los nombres de los sobrevivientes se harán públicos cuando estén disponibles. Hasta el 16 de junio, se ha confirmado la muerte de al menos 108 personas.

## Reacciones
Los lugareños describieron el incidente como el incidente de bote más mortal que habían visto en años. El gobierno del estado de Kwara se solidarizó con las víctimas y sus familias y prometió realizar más operaciones de búsqueda. El jefe local respondió que "perdió a cuatro de mis vecinos". La oficina de Abdulrahman Abdulrazaq, gobernador de Kwara, expresó sus condolencias a las familias afectadas. Mai-Martaba Alhaji (Dr.) Ibrahim Sulu-Gambari, emir de Ilorin y presidente del Consejo de Jefes del Estado de Kwara, ofreció pensamientos y oraciones a los afectados, afirmando: "Nuestros corazones y oraciones están con ustedes en este momento propicio y que Allah Todopoderoso les dé toda la fortaleza para soportar la pérdida irreparable que este incidente podría causarles".